# Jean-Christophe Prat
Jean-Christophe Prat, né le 27 février 1972 à Paris, est un entraîneur français de basket-ball évoluant au BCM Gravelines-Dunkerque.

## Biographie
Après avoir été assistant notamment auprès de Philippe Hervé à l’ASVEL et à Orléans et d’Erman Kunter au Beşiktaş Istanbul, il était depuis 2014, l’entraîneur de l’ASC Denain Voltaire,. Le 16 juin 2015, il prolonge d'une année supplémentaire avec Denain. Le 30 mai 2016, il choisit de rester une troisième année à Denain. Il rejoint à l'été 2018 le Paris Basketball, club nouvellement créé et évoluant en Pro B.
Prat fait monter le Paris Basketball, qui bénéficie d'un fort recrutement, en première division lors de la saison 2020-2021. À l'issue de la saison 2021-2022, le Paris Basketball se maintient difficilement en première division. La direction américaine du club souhaite faire venir un entraîneur américain et propose à Prat de rester dans le club mais d'être rétrogradé au poste d'entraîneur adjoint. Prat quitte le club en juillet et Will Weaver le remplace.
Jean-Christophe Prat quitte l'ASVEL en octobre 2023 après l'arrivée de Gianmarco Pozzecco au poste d'entraîneur principal. Il rejoint le BCM Gravelines-Dunkerque avec lequel il s'engage jusqu'en 2025,.

## Clubs successifs
- 2003-2006 :  ASVEL Lyon-Villeurbanne (Pro A, Euroligue, EuroCoupe) - (adjoint)
- 2006-2012 :  Orléans LB (Pro A, Euroligue, Coupe d'Europe FIBA) - (adjoint)
- 2012-2014 :  Beşiktaş JK (Turquie, Euroligue, EuroCoupe) - (adjoint)
- 2014-2017 :  ASC Denain-Voltaire PH (Pro B)
- 2018-2022 :  Paris Basketball (Pro B, BetclicELITE)
- 2023 :  ASVEL Lyon-Villeurbanne (BetclicELITE, Euroligue) - (adjoint)
- depuis 2023 :   BCM Gravelines-Dunkerque (BetclicELITE, Coupe d'Europe FIBA)